# Bokštas Płungiany
Bokštas Płungiany, oficj. Plungės visuomeninis šachmatų klubas „Bokštas” – litewski klub szachowy z siedzibą w Płungianach.

## Historia
Klub został założony w 1992 roku. W 2005 roku klub wystąpił w inauguracyjnym sezonie Lietuvos šachmatų lyga, zajmując wówczas piąte miejsce. W 2006 roku Bokštas zdobył tytuł wicemistrzowski. W 2007 roku klub uczestniczył w Pucharze Europy, zajmując 49. miejsce. W sezonie 2008/2009 klub zajął trzecie miejsce w mistrzostwach kraju. Identyczne osiągnięcie uzyskano w kolejnym sezonie. W najwyższej litewskiej klasie rozgrywkowej klub uczestniczył do 2018 roku. W 2020 roku Bokštas powrócił do ligi, zajmując ósme miejsce.